# Metropolitanato de Heraclea

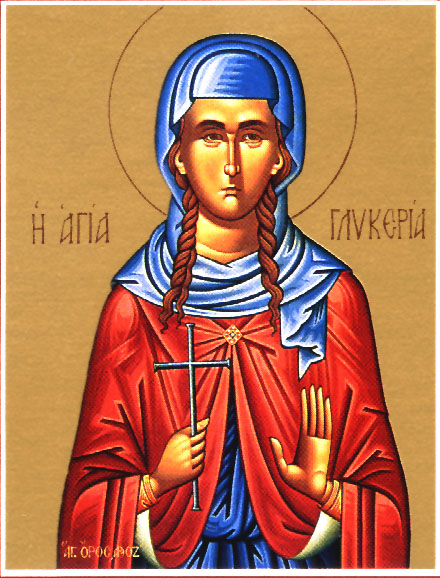
Santa Gliceria, cuyas reliquias se conservaban en Heraclea.

El metropolitanato de Heraclea (en griego: Ιερά Μητρόπολη Ηρακλείας) es una circunscripción eclesiástica ortodoxa del patriarcado de Constantinopla, antigua sede metropolitana de la provincia romana de Europa en la diócesis civil de Tracia. Ha sido ocupada por algunos metropolitanos titulares desde el exilio de sus fieles en 1922.
La sede del metropolitanato estuvo en Heraclea, una ciudad cuya ubicación coincide con la actual Marmara Ereğlisi en Turquía, hasta su transferencia en 1726 a Rodosto (la actual Tekirdağ). Su titular lleva el título metropolitano de Heraclea, presidente de los más honorables ('hypertimos') y exarca de toda Tracia y Macedonia (en griego: Ο Ηρακλείας πρόεδρος των υπερτίμων και έξαρχος πάσης Θράκης κρικίας).

## Territorio
El metropolitanato de Heraclea se encuentra en las provincias de Tekirdağ y Edirne. Limita al norte con los metropolitanatos de Adrianópolis y Bizia y Medea; al este con los metropolitanatos de Tyroloi y Serention y Selimbria; al sur con el mar de Mármara, el mar Egeo y los metropolitanatos de Ganos y Cora, Miriofito y Peristasis y Galípoli y Mádito; y al oeste con los metropolitanatos de Eno y Alejandrópolis (administrado por la Iglesia ortodoxa de Grecia).
Además de Tekirdağ y de Marmara Ereğlisi, otras localidades del metropolitanato son: Malkara, Keşan, Hayrabolu y Uzunköprü.

## Historia
La diócesis de Perintos fue creada en una fecha temprana, según la tradición en la era apostólica en el siglo I. En el siglo siguiente es segura su existencia y ya funcionaba como una sede metropolitana. En 177 Gliceria de Trajanópolis sufrió el martirio en Perintos. En 297 el emperador Dioclesiano renombró a Perintos como Heraclea y la convirtió en el centro administrativo de la región. 
El Concilio de Nicea I en 325 aprobó la ya existente organización eclesiástica según la cual el obispo de la capital de una provincia romana (el obispo metropolitano) tenía cierta autoridad sobre los otros obispos de la provincia (sufragáneos), utilizando por primera vez en sus cánones 4 y 6 el nombre metropolitano. Quedó así reconocido el metropolitanato de Heraclea en la provincia romana de Europa. El canon 6 reconoció las antiguas costumbres de jurisdicción de los obispos de Alejandría, Roma y Antioquía sobre sus provincias, aunque no mencionó a Heraclea, su metropolitano también encabezaba de la misma manera a los obispos de la diócesis civil de Tracia como exarca de Tracia.
La diócesis de Bizancio fue una de sus sufragáneas hasta que el 1 de mayo de 330 Bizancio se transformó en Constantinopla, pasando a ser una arquidiócesis independiente. El canon 28 del Concilio de Calcedonia en 451 pasó al patriarca de Constantinopla las prerrogativas del exarca de Tracia, por lo que el metropolitanato de Heraclea pasó a ser parte del patriarcado.
En tiempos de Justiniano I en el siglo VI Heraclea estaba casi completamente vacía porque los acueductos quedaron inutilizables y el emperador tuvo que restaurarla.
La Notitia Episcopatuum del pseudo-Epifanio, compuesta durante el reinado del emperador Heraclio I (circa 640), le atribuye cinco diócesis sufragáneas a Heraclea: Panio, Galípoli, Quersoneso, Cela y Rodosto. La misma Notitia menciona cinco arquidiócesis autocéfalas en la provincia de Europa: Bizie, Arcadiópolis, Selimbria, Apro y Drizipara.
La Notitia Episcopatuum atribuida al emperador León VI (principios del siglo X) reconoce quince sufragáneas a Heraclea. De las cinco anteriores, la sede de Cela ya no aparece. Las otras sufragáneas son: Teodorópolis, Medea, Cariópolis, Calcis, Sergenza, Daonio, Madito, Pamfilo, Lízico, Metre y Zorolo. Las arquidiócesis autocéfalas de la provincia son las mismas que la Notitia del pseudo-Epifanio, con la incorporación de la nueva archidiócesis de Garella y Derkoi.
En otra Notitia que data de 1022-1025 aparece como sufragánea de Heraclea, incluso la diócesis de Esamilio, según Raymond Janin es en realidad la misma diócesis que hasta entonces era conocida por el nombre de Quersoneso. En 1054 se produjo el Cisma de Oriente y los metropolitanos de Heraclea quedaron dentro de la Iglesia ortodoxa de Constantinopla. 
Inmediatamente después del saqueo de Constantinopla el 12 de abril de 1204 por la Cuarta Cruzada y el establecimiento del Imperio latino, fue creado el patriarcado latino de Constantinopla dentro de la Iglesia católica. Desde 1211 el metropolitanato de Heraclea pasó a ser una diócesis católica dependiente del patriarcado latino. Su obispo latino, Gervasio de Heraclea, fue elegido patriarca en 1215. En 1261 los griegos ortodoxos del Imperio de Nicea reconquistaron Constantinopla y el metropolitanato ortodoxo de Heraclea fue restablecido, mientras que la arquidiócesis latina continuó como una sede titular.
En 1394 Heraclea fue ocupada por el Imperio otomano, pero retornó al Imperio bizantino en enero-febrero de 1403, permaneciendo en él con breves interrupciones hasta que volvió a los turcos en 1452. Tras la ocupación otomana sus sufragáneas disminuyeron a 6 en el siglo XVI, 4 después de 1694, 3 en 1840, 2 después de 1901 y ninguna en 1909. En 1694 Rodosto fue elevada a arquidiócesis, pero en 1702 fue unida a Heraclea, que tomó el nombre de metropolitanato de Heraclea y Rodosto hasta el siglo XIX. Desde 1726 la sede fue movida a Rodosto.
El 28 de julio de 1920 Grecia anexó el área del metropolitanato de Heraclea, pero en octubre de 1922 los ortodoxos del metropolitanato fueron evacuados a Grecia y el área entregada a Turquía el 12 de noviembre de 1922. Tras el Tratado de Lausana de 1923, para poner fin a la guerra greco-turca, se implementó un intercambio de poblaciones entre Grecia y Turquía que condujo a la extinción total de la presencia cristiana ortodoxa en el territorio del metropolitanato de Heraclea. Tras la muerte del metropolitano Gregorio III el 25 de julio de 1925, la sede permaneció vacante, ocupada intermitentemente por obispos titulares.

## Cronología de los obispos
- San Domicio † (en tiempos del emperador Antonino Pío)
- San Felipe † (mártir)
- San Eutiquio † (siglo III)
- Fedrio † (mencionado en 325 en el Concilio de Nicea I)
  - Teodoro † (antes de 335-después de 351, obispo arriano)
  - Hipatiano † (antes de 356-365, depuesto. Obispo semiarriano)
  - Doroteo † (366-después de 376, obispo arriano)
  - Sabino † (obispo Macedoniano)
- Pablo † (antes de 390-después de 403)
- Serapión † (circa 403, expulsado)
- Eugenio † (mencionado circa 404)
- Fritila † (mencionado en 431)
- Ciriaco † (antes de 449-después de 451)
- Juan I † (mencionado en 458)
- Teófilo † (antes de 517-después de 518)
- Juan II † (520-?)
- Constantino † (mencionado en 536)
- Megetio † (mencionado en 553)
- Anónimo † (mencionado circa 590)
- Sisinio † (mencionado en 680)
- León † (mencionado en 787)
- Juan III † (antes de 869-879) (partidario del patriarca Focio)
- Juan IV † (mencionado en 879) (partidario del patriarca Ignacio de Constantinopla)
- Anastasio † (en tiempos de Constantino VII)
- Nicéforo † (mencionado en 956)
- Juan V † (mencionado en 997)

(...)
- Niceto † (siglo XI)

(...)
- Gervasio de Heraclea † (obispo latino circa 1204-1215, nombrado patriarca latino de Constantinopla)

(...)
- Pinacas † (aceptó la unión con la Iglesia de Roma proclamada en el Concilio de Lyon II en 1274)

(...)
- Filoteo † (?-nombrado patriarca de Constantinopla en 1354)

(...)
- Antonio † (firmó la unión con la Iglesia de Roma proclamada en el Concilio de Florencia en 1439)

(...)
- Neófito † (?-nombrado patriarca de Constantinopla en 1636)

(...)
- Joanicio † (?-nombrado patriarca de Constantinopla en 1646)

(...)
- Metodio † (?-nombrado patriarca de Constantinopla en 1668)

(...)
- Genadio Leriets † (25 de febrero de 1714-19 de octubre de 1718, falleció)

(...)
- Calínico † (?-nombrado patriarca de Constantinopla en 1726)[6]

(...)
- Melecio † (noviembre de 1794-19 de septiembre de 1821, renunció)
- Ignacio † (septiembre de 1821-julio de 1830, falleció)
- Dionisio II † (julio de 1830-julio de 1848, falleció)
- Panareto † (30 de julio de 1848-9 de mayo de 1878, falleció)
- Juanicio II † (12 de mayo de 1878-25 de enero de 1879, falleció)
- Gregorio II † (27 de enero de 1879-6 de febrero de 1888, falleció)
- Germán III † (8 de febrero de 1888-10 de mayo de 1897, trasladado a Calcedonia)
- Jerónimo † (13 de mayo de 1897-22 de mayo de 1902, trasladado a Nicea)
- Gregorio III † (22 de mayo de 1902-25 de julio de 1925, falleció) (último metropolitano residencial)

(...)
- Filaret † (21 de febrero de 1928-11 de octubre de 1933, falleció) (metropolitano titular)
- Benjamín † (21 de octubre de 1933-18 de enero de 1936, nombrado patriarca de Constantinopla) (metropolitano titular)

(...)
- Focio † (5 de septiembre de 2002-24 de junio de 2007, falleció) (metropolitano titular)